# Lana e Lilly Wachowski
Lana Wachowski, nata come Larry (Chicago, 21 giugno 1965) e  
Lilly Wachowski, nata come Andy (Chicago, 29 dicembre 1967) sono due registe, sceneggiatrici e produttrici cinematografiche statunitensi che hanno lavorato per la maggior parte della loro carriera in sodalizio artistico. Sono entrambe donne transgender, in passato conosciute come fratelli Wachowski, successivamente come sorelle Wachowski.

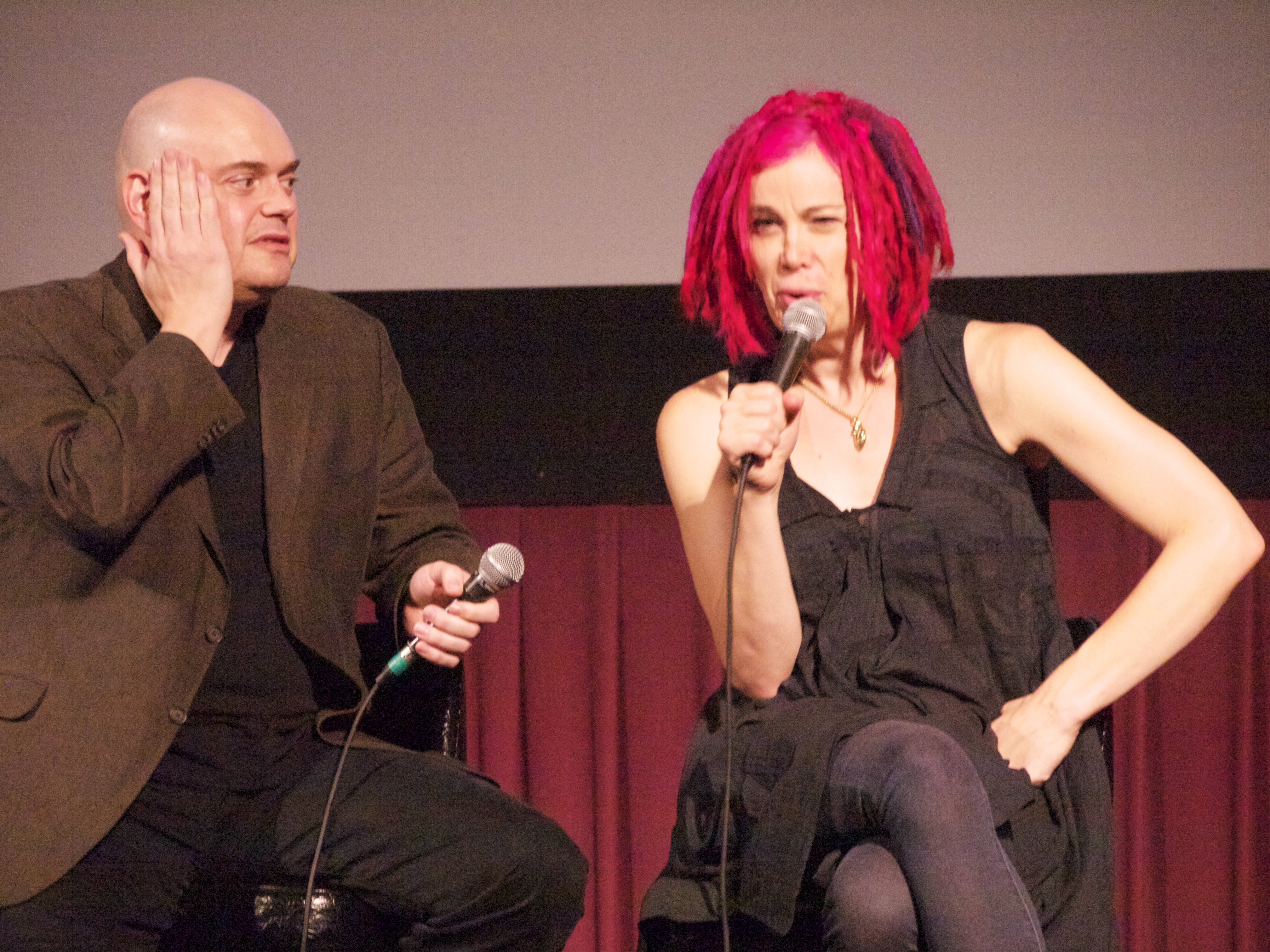
Lilly (a sinistra, prima della transizione) e Lana Wachowski al Fantastic Fest nel 2012, per la presentazione di Cloud Atlas

Esordirono nel 1996 con il film Bound - Torbido inganno, raggiungendo la celebrità nel 1999 con Matrix, loro secondo film, del quale hanno poi scritto e diretto nel 2003 i sequel Matrix Reloaded e Matrix Revolutions; inoltre la coppia ha collaborato alla scrittura e alla produzione di altre opere del franchise.
Successivamente la coppia ha adattato e prodotto V per Vendetta nel 2005 e, nel 2008, Speed Racer. Nel 2012 hanno scritto e diretto con Tom Tykwer il film Cloud Atlas, mentre nel 2015 hanno diretto Jupiter - Il destino dell'universo e creato la serie televisiva Sense8 in collaborazione con J. Michael Straczynski; dalla seconda stagione fino alla sua fine nel 2018, è stata poi Lana a divenire la principale creatrice della serie, senza più il contributo creativo di Lilly.
A partire da Sense8, le Wachowski hanno lavorato separatamente a diversi progetti: Lilly è sceneggiatrice e produttrice esecutiva della serie tv Work in Progress della Showtime; mentre Lana è coinvolta nella regia e produzione di Matrix Resurrections, quarto film della saga Matrix uscito nel dicembre 2021, scritto in collaborazione con David Mitchell e Aleksandar Hemon.

## Biografia

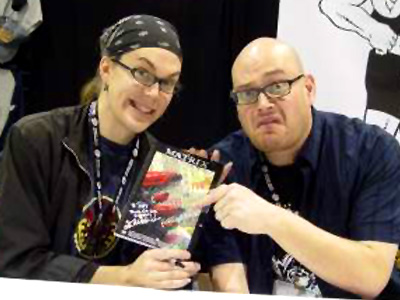
I fratelli Wachowski al San Diego Comic-Con nel 2004

### L'infanzia, gli studi e gli inizi di carriera
Lana e Lilly Wachowski sono nate a Chicago rispettivamente come Laurence "Larry" nel 1965 e come Andrew Paul "Andy" nel 1967. I loro genitori erano Lynne Luckinbil, infermiera e pittrice, e Ron Wachowski, uomo d'affari di origini polacche. Hanno due sorelle: Julie e Laura; sono inoltre nipoti di Laurence Luckinbill, attore e produttore, vincitore di un Primetime Emmy Awards e conosciuto soprattutto per il suo ruolo di Sybok, fratellastro di Spock, nel film Star Trek V - L'ultima frontiera.
Larry e Andy frequentarono la scuola elementare Kellogg del quartiere Beverly di Chicago, diplomandosi successivamente alla scuola superiore Whitney Young, famosa per i suoi corsi di arti drammatiche e scienze, rispettivamente nel 1983 e nel 1985.
Larry frequentò poi il Bard College nello stato di New York, mentre per Andy la scelta fu per l'Emerson College nella città di Boston. Entrambi abbandonarono gli studi prima della laurea, iniziando a lavorare poi nel settore delle costruzioni e della carpenteria nella loro città natale.
Nel 1993, iniziarono a scrivere differenti numeri di Ektokid, un fumetto del marchio Razorline della Marvel Comics, inspirato dai romanzi horror di Clive Barker, accreditato poi solo a Larry. Insieme iniziarono successivamente a scrivere per la serie di fumetti del marchio Epic Comic della Marvel Comics: Hellraiser e Nightbreed, entrambi ispirati dalle opere di Clive Barker. Fu nello stesso periodo che, con la spinta di volere scrivere un proprio fumetto, cominciarono a sviluppare le loro idee per la saga Matrix.

### Gli anni novanta
La prima sceneggiatura in assoluto scritta dalle Wachowski fu Carnivore, un film d'orrore a basso costo con il cannibalismo come tema centrale, sullo stile dei film di serie B di Roger Corman. Il film entrò in pre-produzione in differenti momenti, anche se alla fine non fu mai prodotto.
A metà degli anni '90 le Wachowski lanciarono la loro carriera con il film Assassins, regia di Richard Donner del 1995. La sceneggiatura fu acquistata nel 1994 dal produttore Joel Silver della Warner Bros. Pictures (che acquistò inoltre le sceneggiature di Bound e Matrix) e per sua volontà fu riscritta dallo sceneggiatore Brian Helgeland, che fu poi accreditato come co-sceneggiatore. Per questo le Wachowski chiesero di ritirare i propri nomi dai crediti, però l'associazione americana degli sceneggiatori (WGA) non lo permise. Lana definì successivamente il film come "un aborto" delle Wachowski.
Nel 1996 venne alla luce Bound - Torbido inganno, un thriller neo-noir e loro primo lavoro di sceneggiatura e regia congiunta. Come accadde per Assassins, la sceneggiatura fu comprata da Joel Silver, secondo il quale il film fu una "prova d'audizione" per le Wachowski, volendo dimostrare che cosa sapessero fare sul set. Le Wachowski smentirono, affermando poi come volessero concentrarsi solo sul loro proprio debutto cinematografico. L'idea del film fu quella di una storia che raccontasse come una persona, vedendo una donna per strada, faccia supposizioni sulla sua sessualità, quando queste possano poi rivelarsi sbagliate. Vedendo il genere noir come un mezzo per raccontare una storia e stravolgerne le convenzioni, descrissero la figura di Billy Wilder come un'influenza importante per la loro opera. Il film fu accolto bene e criticato positivamente per il suo stile, rimarcando come fosse uno dei primi film mainstream a presentare una relazione omosessuale senza che questa sia poi centrale nella trama. Approfittando delle critiche positive, le Wachowski chiesero di poter quindi dirigere Matrix.

### Il successo diMatrix
L'idea dell'universo Matrix iniziò a vedere la luce nei primi anni novanta, prima dell'uscita del loro primo film Bound. Le Wachowski pensarono inizialmente a un fumetto di fantascienza che potesse racchiudere in un'unica opera tutte le loro ossessioni culturali. Mostrando il lavoro fin lì fatto ai propri amici, si resero conto che il materiale sarebbe migliorato con elementi visivi più dinamici, cominciando a trascrivere tutto nella sceneggiatura del film.
Il primo film Matrix uscì nelle sale nel 1999. La pellicola vide protagonista Keanu Reeves nei panni di Neo, un hacker reclutato dai ribelli per aiutarli nella battaglia contro le macchine, le quali avevano preso il sopravvento sul mondo mettendo l'umanità in stasi e impegnando le persone in una realtà simulata chiamata "Matrix", mentre i loro corpi fungono da pile energetiche. Nel film parteciparono anche Laurence Fishburne, Carrie-Anne Moss, Hugo Weaving nei panni rispettivamente di Morpheus, di Trinity e dell'Agente Smith. Il film fu un successo della critica e del botteghino, vincendo un Oscar ai migliori effetti speciali nel 1999 per il popolare effetto speciale Bullet time. Matrix è diventato un film di grande influenza nel tempo ed è stato incluso in differenti classifiche dei film di fantascienza più importanti. Nel 2012 il film è stato scelto per essere conservato nella National Film Registry della Biblioteca del Congresso, "essendo importante dal punto di vista culturale, storico ed estetico".
Con il successo ottenuto con Matrix, le Wachowski decisero di dirigere i due sequel successivi consequenzialmente: videro così la luce Matrix Reloaded e Matrix Revolutions nel 2003, a sei mesi di distanza l'uno dall'altro. Matrix Reloaded ricevette critiche positive anche se non al livello del precedente, diventando comunque un successo di botteghino. Il film mantenne il primato di film R-Rated con il più alto incasso per più di un decennio, fino al 2016. Matrix Revolutions ricevette una critica più mista e attenuata, non sbancando il botteghino come i suoi predecessori.
Durante la produzione di Matrix le Wachowski svilupparono un fumetto della serie The Matrix Comics, una raccolta di fumetti e di racconti basati sull'universo stabilitosi nei film, pubblicato inizialmente sul sito web del franchise gratuitamente tra il 1999 e il 2003. Tra il 2003 e il 2004 la maggior parte dei fumetti, alcuni dei quali colorati per l'occasione, insieme a dei nuovi racconti, vennero pubblicati in una raccolta dal marchio editoriale delle Wachowski Burlyman Entertaintment.

### Successive collaborazioni
Dopo il successo di Matrix, le Wachowski tornarono sul grande schermo sceneggiando e producendo V per Vendetta del 2005, un adattamento cinematografico dell'omonimo romanzo grafico di Alan Moore e David Lloyd, con protagonisti Natalie Portman nel ruolo di Evey, e Hugo Weaving in quello di V. La collaborazione con il produttore Joel Silver iniziata precedentemente continuò anche in questo progetto, avendo egli comprato precedentemente i diritti di produzione. Il film fu diretto dal protegé delle Wachowski James McTeigue, già primo assistente per la saga Matrix. Il fumettista Moore non partecipò al processo produttivo, in quanto deluso dai precedenti adattamenti del suo lavoro da parte di Hollywood. Silver sottolineò invece come Moore fosse entusiasta e volesse sapere di più sulla produzione. Moore chiese ufficialmente di ritrattare quanto affermato e chiese inoltre di ritirare il suo nome dai crediti del film. Il film fu ben accolto dalla critica e fu un successo al botteghino, anche se non ricalcò le orme dei predecessori della saga Matrix. Il film rese popolare l'immagine di Guy Fawkes e della sua maschera, tanto che due anni dopo il gruppo di Hacktivisti/Hacker Anonymous la adottò come simbolo, nella versione disegnata da David Lloyd per il romanzo grafico.
Nel 2006 furono coinvolte nella produzione della pellicola Invasion, un remake de L'invasione degli ultracorpi e adattamento del romanzo di Jack Finney. La Warner Bros. era scontenta del lavoro svolto da Oliver Hirschbiegel fino a quel momento, e assunse le Wachowski per riscrivere una parte della sceneggiatura aggiungendo nuove scene d'azione, dirette da McTiegue. Il film uscì nel 2007 e non fu un successo né di critica né di botteghino. Nel film, né le Wachowski né James McTeigue furono accreditati.
Nel 2008 ritornarono sulle scene con la pellicola Speed Racer, un adattamento cinematografico dell'anime giapponese del 1960 Mach GoGoGo, adattata precedentemente nella serie anime Superauto Mach 5. Le Wachowski, che erano personalmente legate all'anime essendo una delle prime che videro, espressero la volontà di fare un adattamento per famiglie che i loro nipoti potessero apprezzare. Fu candidato come direttore della fotografia David Tattersall che girò il film digitalmente, con l'intenzione di poter aggiungere in post-produzione un aspetto anime al film. Il film non fu un successo, e al botteghino raggiunse la cifra di 93 milioni di dollari rispetto al budget di produzione di 120 milioni di dollari.
Nel 2009 le Wachowski produssero Ninja Assassin, un film di arti marziali con protagonista Rain. La produzione fu l'ultima collaborazione che la coppia ebbe con Silver, e la pellicola fu diretta da McTeigue. La sceneggiatura fu affidata inizialmente a Matthew Sand; le Wachowski non essendo soddisfatte del lavoro, affidarono il lavoro di riscrittura a J. Michael Straczynski solamente 6 settimane prima dell'inizio della produzione. Il film ricevette critiche negative e non riuscì a sfondare al botteghino; ricevette comunque un buon apprezzamento sul mercato home video.
Nel 2012 realizzarono Cloud Atlas, un adattamento del romanzo del 2004 di David Mitchell. Nel cast corale parteciparono Tom Hanks e Halle Berry. Il film fu scritto e diretto dalla coppia in collaborazione con Tom Tykwer, il quale fece conoscere il romanzo alle Wachowski. Le registe non riuscirono ad assicurarsi un finanziamento da uno studio (la Warner Bros. contribuì solo in parte) e il film fu prodotto in maniera indipendente. Il budget di 100 milioni di dollari fu il più grande mai stanziato per una produzione indipendente a quel tempo. La pellicola venne proiettata in anteprima mondiale al 37º Toronto International Film Festival, ricevendo un lungo e sentito applauso. Nel mese successivo uscì sul grande schermo, ricevendo critiche positive. Il film ricevette differenti nomination e premi, in particolare per i suoi aspetti tecnici: 10 nomination ai Deutscher Filmpreis delle quali vinse 5 premi e 5 nomination ai Saturn Award delle quali vinse due premi.
Nel 2015 la coppia realizzò Jupiter - Il destino dell'universo (Jupiter Ascending), con protagonisti Channing Tatum e Mila Kunis. Il film ricevette recensioni negative dalla critica. Secondo Deadline, sito americano di notizie su film e spettacolo, il fracasso economico e della critica ottenuto dalle Wachowski con Jupiter Ascending causò la fine della relazione lavorativa tra la coppia e la casa di produzione Warner Bros. iniziata all'epoca con Matrix.
Nello stesso anno vide la luce Sense8, una serie di fantascienza creata per Netflix in collaborazione con J. Michael Straczynski. La serie vide coinvolto un cast corale internazionale e fu girata in differenti città del mondo. Le Wachowski diressero la maggior parte degli episodi della prima stagione, altri invece furono diretti da McTeigue, Tykwer e Dan Glass, il loro supervisore degli effetti speciali delle altre pellicole e al suo debutto nella regia. Il primo episodio ricevette critiche positive in particolare per il lavoro di produzione su larga scala e la presentazione di diversi personaggi e temi legati al mondo LGBT, vincendo un GLAAD Media Awards come miglior serie drammatica. Dopo la prima serie, Lilly prese una pausa dalla produzione e, per il resto della serie, solo Lana rimase nelle vesti di principale ideatrice. Un episodio speciale fu pubblicato nel dicembre del 2016, mentre la seconda stagione uscì sulla piattaforma nel maggio del 2017. La terza stagione della serie fu cancellata tra le polemiche e gli appelli dei fan e Sense8 si concluse con un episodio speciale di due ore che fu mandato in onda nel giugno del 2018.

### Progetti in solitario
Nel 2019 Lilly ha prodotto e scritto, in collaborazione con Abby McEnany e Tim Mason, la serie Work in Progress della Showtime. La serie è stata mandata in onda nel dicembre del 2019 mentre nel gennaio del 2020 è stata rinnovata per una seconda stagione.
Nell'agosto del 2019 venne alla luce che Lana avrebbe scritto, diretto e prodotto il quarto episodio della saga Matrix, con Keanu Reeves e la Moss nei loro precedenti ruoli, facendo di questa pellicola il primo film creato da una sola delle sorelle Wachowski. Lana ha scritto la sceneggiatura in collaborazione con David Mitchell e Aleksandar Hemon. Il film, intitolato Matrix Resurrections, è uscito il 22 dicembre 2021.

## Vita privata
Lana è stata sposata con Thea Bloom dal 1993 al 2002. Successivamente iniziò a frequentare Karin Winslow, sposandosi nel 2009.
Lilly è sposata con Alisa Blasingame dal 1991. Nel 2019 rivela che Mickey Ray Mahoney è il suo compagno.
Voci sulla transizione di Lana Wachowski iniziarono a circolare nei primi anni 2000, anche se nessuna delle due sorelle ne parlò apertamente a quel tempo. Poco dopo l'uscita di Matrix Reloaded nel 2003, il Ghotamist scrisse di una possibile transizione di Lana.
Lana completò la sua transizione dopo l'uscita di Speed Racer nel 2008. Nel luglio del 2012, in vista del lancio del loro nuovo film Cloud Atlas, Lana Wachowski ha concesso la sua prima video intervista dopo la transizione, o "evoluzione", come è stata definita da Lana stessa in un'intervista col The New Yorker, completata.
Nel 2012, Lana Wachowski ricevette il Visibility Awards dalla Human Rights Campaign, per il suo contributo alla comunità LGBT. Nel suo discorso di premiazione rivelò che da giovane una volta aveva considerato il suicidio a causa del malessere generato dalla sua disforia di genere.
Nel marzo del 2016, anche Lilly Wachowski fece coming out come donna transgender in un'intervista al Windy City Times. Alcune settimane dopo fece la sua prima apparizione pubblica al gala dei GLAAD Media Awards del 2016, ritirando il premio per la serie Netflix Sense8 come miglior serie drammatica.

## Stile
Lana e Lilly amano raccontare storie multiruolo. "Essendo cresciute con i fumetti e la trilogia di Tolkien, una delle cose che ci interessano è portare la narrativa seriale al cinema", spiega Lana, "penso che sia molto eccitante vedere un film che, giunto all'ora e mezza, non ti faccia pensare 'Okay, ecco che arriva il gran finale', dato che non si ha idea di come andrà a finire". "Pensiamo che i film siano alquanto noiosi e prevedibili. Vogliamo ingannare le aspettative del pubblico", sostiene Lilly, esprimendo il desiderio di scuotere gli spettatori in modo un po' più diretto.

## Fumetti
Prima di lavorare nell'industria cinematografica, nel 1993 Lana e Lilly Wachowski scrissero fumetti per il marchio editoriale Razorline della Marvel Comics, vale a dire Ectokid, creato dal romanziere horror Clive Barker.
Nel 2004 hanno creato la Burlyman Entertainment e pubblicato fumetti basati su Matrix nonché due serie bimestrali originali:
- Shaolin Cowboy creato, scritto e disegnato da Geof Darrow con le Wachowski che scrivevano un dialogo d'apertura per ogni numero
- Doc Frankenstein creato da Geoff Darrow e Steve Skroce, scritto dalle Wachowski con disegni di Skroce.

Durante il suo periodo sulla serie Gambit della Marvel Comics, Skroce contribuì a creare, come avversari, una coppia di cacciatori di taglie, i Fratelli Mengo (Stanislaus e Gregori Mengochauschras), che assomigliano alle Wachowski.

## Controversie
- Si nota spesso che le Wachowski includono vari elementi di opere preesistenti nelle loro opere, dichiarando apertamente le loro ispirazioni, ad esempio come è accaduto con la serie Invisibles del fumettista Grant Morrison, arrivato a sostenere che le Wachowski hanno plagiato Invisibles[74].
- Nel 2004 la scrittrice Sophia Stewart fece richiesta di aprire una causa per violazione di copyright contro di loro e la Warner Bros., sostenendo che Matrix fosse copiato dal suo libro The Third Eye ("Il terzo occhio"), ma la richiesta fu respinta per assenza di prove sufficienti.[75]
- Un'ulteriore teoria sostenuta da molti ammiratori della serie televisiva di culto Doctor Who suggerisce che Matrix sia stato copiato dall'avventura composta da quattro episodi intitolata The Deadly Assassin del 1976, parte della quattordicesima stagione. In questa storia il Dottore penetra in un computer che simula accuratamente la realtà, al punto tale che morire nella simulazione uccide la persona in questione. Anche questo computer era chiamato Matrix. L'episodio della serie britannica sembra che abbia preso a sua volta forti spunti dal romanzo Ubik di Philip K. Dick, a cui hanno a loro volta attinto, così come per Labirinto di morte, un'altra opera dello stesso Dick, anche le stesse Wachowski per Matrix.[senza fonte]

## Filmografia

### Regia

#### Cinema
- Bound - Torbido inganno (Bound) (1996)
- Matrix (The Matrix) (1999)
- Matrix Reloaded (The Matrix Reloaded) (2003)
- Matrix Revolutions (The Matrix Revolutions) (2003)
- Speed Racer (2008)
- Cloud Atlas, co-regia con Tom Tykwer (2012)
- Jupiter - Il destino dell'universo (Jupiter Ascending) (2015)
- Matrix Resurrections (The Matrix Resurrections) (2021) - solo Lana

#### Televisione
- Sense8 - serie TV, 14 episodi, 7 diretti insieme e 7 diretti da Lana Wachowski (2015-2018)

### Sceneggiatura

#### Cinema
- Assassins, regia di Richard Donner (1995)
- Bound - Torbido inganno (Bound), regia di Lana e Lilly Wachowski (1996)
- Matrix (The Matrix), regia di Lana e Lilly Wachowski (1999)
- Matrix Reloaded (The Matrix Reloaded), regia di Lana e Lilly Wachowski (2003)
- Matrix Revolutions (The Matrix Revolutions), regia di Lana e Lilly Wachowski (2003)
- Animatrix (The Animatrix), regia di Peter Chung, Andrew R. Jones, Yoshiaki Kawajiri, Takeshi Koike, Mahiro Maeda, Koji Morimoto, Shinichiro Watanabe (2003)
- V per Vendetta (V for Vendetta), regia di James McTeigue (2005)
- Speed Racer, regia di Lana e Lilly Wachowski (2008)
- Cloud Atlas, regia di Lana e Lilly Wachowski e Tom Tykwer (2012)
- Jupiter - Il destino dell'universo (Jupiter Ascending), regia di Lana e Lilly Wachowski (2015)
- Matrix Resurrections (The Matrix Resurrections), regia di Lana Wachowski - solo Lana

#### Televisione
- Sense8 - serie TV, 24 episodi, 12 scritti insieme e 12 scritti da Lana Wachowski (2015-2018)

### Produzione

#### Cinema
- V per Vendetta (V for Vendetta), regia di James McTeigue (2005)
- Ninja Assassin, regia di James McTeigue (2009)
- Cloud Atlas, regia di Lana e Lilly Wachowski e Tom Tykwer (2012)
- Jupiter - Il destino dell'universo (Jupiter Ascending), regia di Lana e Lilly Wachowski (2015)
- Matrix Resurrections (The Matrix Resurrections), regia di Lana Wachowski - solo Lana

#### Televisione
- Sense8 - serie TV, produttrici esecutive, 24 episodi, 12 prodotti insieme e 12 prodotti da Lana Wachowski (2015-2018)